# Kigi Makasi
Kigi Makasi (ur. 2 grudnia 1990) – tanzański piłkarz występujący na pozycji pomocnika. Zawodnik klubu Young Africans SC.

## Kariera klubowa
Makasi karierę rozpoczynał w 2007 roku w drużynie Makongo Academy. Na początku 2008 roku przeszedł do klubu Mtibwa Sugar FC. Grał tam przez rok. W 2009 roku odszedł do zespołu Young Africans SC. W tym samym roku, a także w 2011 roku zdobył z nim mistrzostwo Tanzanii.

## Kariera reprezentacyjna
W reprezentacji Tanzanii Makasi zadebiutował w 2006 roku.